# جانی فرلنگی
جانی فرلنگی (ایتالیایی: Gianni Ferlenghi؛ زادهٔ ۱۱ فوریهٔ ۱۹۳۱) دوچرخه‌سوار اهل ایتالیا است.